# 560
Évszázadok: 5. század – 6. század – 7. század
Évtizedek: 510-es évek – 520-as évek – 530-as évek – 540-es évek – 550-es évek – 560-as évek – 570-es évek – 580-as évek – 590-es évek – 600-as évek – 610-es évek
Évek: 555 – 556 – 557 – 558 –  559 – 560 – 561 – 562 – 563 – 564 – 565

## Események

### Európa
- Meghal Audoin, a pannóniai longobárdok királya. Utóda fia, Alboin.
- Meghal Thurisind, az alföldi gepidák királya. Utóda fia, Cunimund.
- Meghal Glappa, Bernicia királya. Utóda öccse, Adda.
- Meghal Cynric, Wessex királya. Utóda fia (vagy unokaöccse), Ceawlin.
- Az angolszászok meghódítják a briton királyságot, Deirát, melynek trónját Ælla foglalja el.
- Írországban Szent Columba lemásol egy zsoltároskönyvet a movillai kolostorban és a másolatot megtartja. Finnian apát szerint nem csak az eredeti könyv, hanem a másolat is az ő tulajdonát képezi. A perlekedő felek Diarmait mac Cerbaill királyhoz fordulnak, aki az apátnak ad igazat. Columba lázadást szít a király ellen és a Cúl Dreimhne-i csatában (az ún.  "könyvcsatában") háromezren elesnek. Columbát ezután számos kritika éri az egyház vezetői részéről és végül 563-ban Skóciába távozik.

### Kína
- Az Északi Csou dinasztiában Jüven Hu régens megmérgezteti Ming bábcsászárt, akit túl tehetségesnek ítél. A haldokló Ming öccsét, Jüven Jungot nevezi meg utódjaként, aki a Vu uralkodói nevet veszi fel.
- Az Északi Csi dinasztiában a 15 éves Fej császár főminisztere, Jang Jin meggyőzi az uralkodót, hogy trónja biztonsága érdekében meg kell gyilkoltatnia két nagybátyját, Kao Jant és Kao Csant. A két herceg erről tudomást szerez, elfogják és kivégzik Jang Jint, majd Kao Jan lemondatja Fejt és Hsziaocsao néven maga foglalja el a trónt.

## Születések
- Kósztantina, Maurikiosz bizánci császár felesége

## Halálozások
- Audoin, longobárd király
- Glappa, berniciai király
- Cynric, wessexi király
- Thurisind, gepida király
- Clodoald, Meroving herceg, remeteszent

## Fordítás
- Ez a szócikk részben vagy egészben  a(z)   560 című angol Wikipédia-szócikk ezen változatának fordításán alapul.  Az eredeti cikk szerkesztőit annak laptörténete sorolja fel. Ez a jelzés csupán a megfogalmazás eredetét és a szerzői jogokat jelzi, nem szolgál a cikkben szereplő információk forrásmegjelöléseként.